# Armand Saintis
 (février 2025).
Armand Saintis, né le 17 février 1822 à Montauban et mort dans la même ville le 14 avril 1894, est un organiste et compositeur français originaire de Montauban, reconnu pour ses contributions significatives à la musique chorale au XIXᵉ siècle.

## Biographie
Né à Montauban le 17 février 1822, Armand Saintis a consacré sa vie à la musique dans sa ville natale. Il a fondé la société chorale de Montauban et dirigé l'École Libre de Chant, formant de nombreux élèves aux techniques vocales et à l'art choral. Il est décédé le 14 avril 1894 à Montauban.

## Œuvres principales
- Les Chants du pensionnat : une collection de chœurs à deux et trois voix égales avec accompagnement de piano, conçue spécifiquement pour la jeunesse[2].
- Sur les remparts : une pièce pour chœur d'hommes (TTBB) publiée par l'éditeur Harmonia[3].
- Les Paysans : une œuvre pour chœur mixte (soprani, contralti, ténors et basses) publiée par les éditions Billaudot[4].
- Nos roses : un madrigal composé en 1880 pour chœur à trois voix de femmes, sur des paroles de Mathieu de Monter[5].

## Reconnaissance et héritage
En 1875, Armand Saintis a été élu membre de l'Académie des Sciences, Belles-Lettres et Arts de Tarn-et-Garonne, témoignant de la reconnaissance de ses pairs pour ses contributions culturelles. Son influence à Montauban est également commémorée par un buste en bronze réalisé par le sculpteur Antoine Bourdelle entre 1883 et 1884, exposé au Musée Ingres-Bourdelle.